# Identitat de Brahmagupta-Fibonacci
En matemàtica, la  identitat de Brahmagupta  enuncia que el producte de dos nombres, cadascun dels quals és la suma de dos quadrats, també és la suma de dos quadrats. específicament:
{\displaystyle {\begin{aligned}\left(a^{2}+b^{2}\right)\left(c^{2}+d^{2}\right)&{}=\left(ac-bd\right)^{2}+\left(ad+bc\right)^{2}\ \qquad \qquad (1)\\&{}=\left(ac+bd\right)^{2}+\left(ad-bc\right)^{2}.\qquad \qquad (2)\end{aligned}}}
La identitat és certa en qualsevol anell commutatiu, però té la seva major utilitat en l'anell dels enters.
Aquesta identitat porta el nom del matemàtic i astrònom de l'Índia Brahmagupta (598-668) i de l'italià Leonardo de Pisa (Fibonacci)

Vegeu també la identitat dels quatre quadrats d'Euler. Existeix una identitat similar de vuit quadrats que es deriva dels octonions, però no és especialment interessant per als enters perquè tot sencer positiu és suma de quatre quadrats.
Aquesta identitat és certa en qualsevol anell commutatiu, però té la seva principal utilitat en l'anell dels nombres enters.